# Banggairupsvogel
De Banggairupsvogel (Edolisoma pelingi) is een zangvogel uit de familie Campephagidae (rupsvogels). Eerder werd deze vogel beschouwd als een ondersoort van de sahoelrupsvogel (E. tenuirostre), die toen nog monniksrupsvogel heette.

## Verspreiding en leefgebied
Deze vogel komt voor op de Banggai-eilanden ten oosten van Sulawesi.

## Status
De banggairupsvogel komt niet als aparte soort voor op de lijst van het IUCN, maar is daar een ondersoort van de obirupsvogel (E. obiense pelingi).